# サンタ・クルス島 (ガラパゴス)

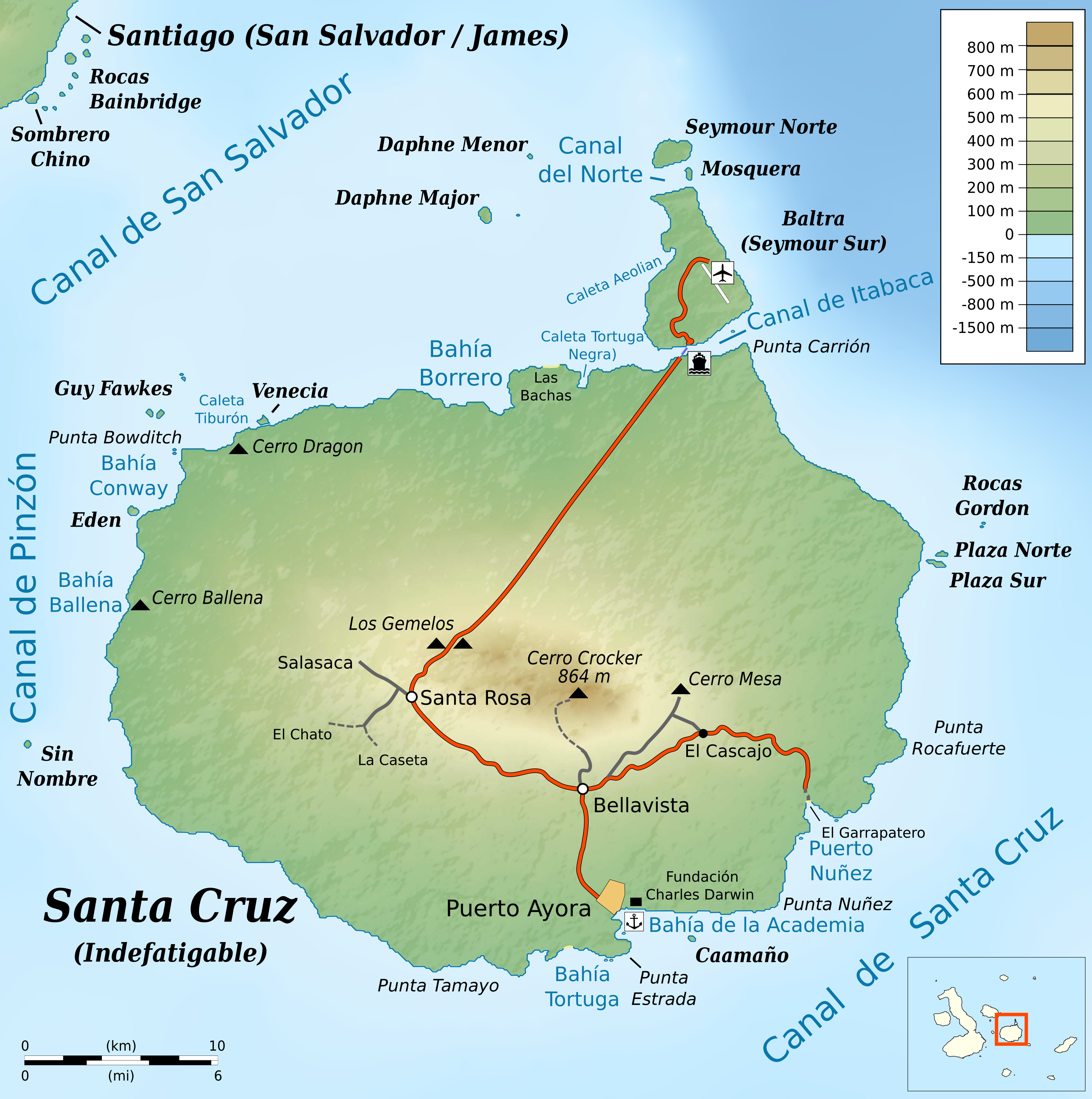
サンタ・クルス島地形図

サンタ・クルス島（スペイン語: Isla Santa Cruz、インディファティガブル島、英語: Indefatigable Island）は、面積986km2、標高864mのガラパゴス諸島の島の1つである。島の名は、聖なる十字架にちなんで名付けられ、その英名 (Indefatigable) は、イギリス海軍艦船のインディファティガブルより与えられた。

## 地理

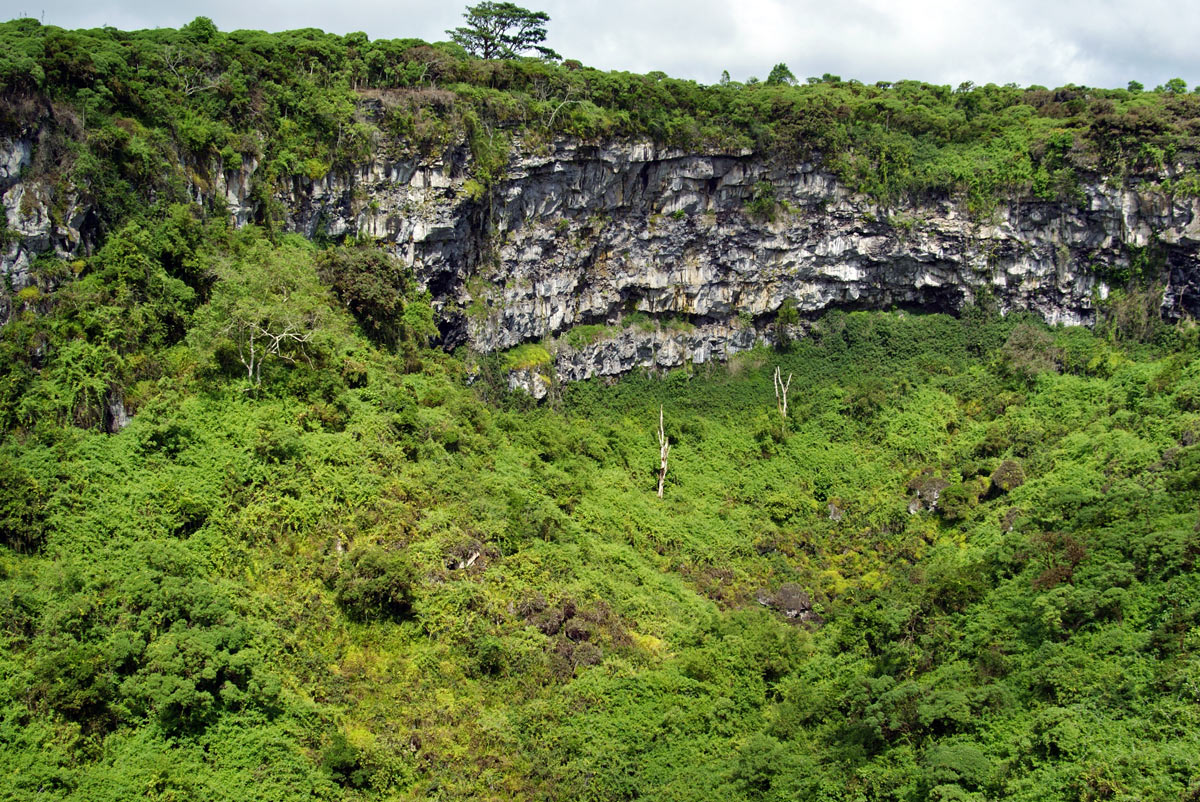
ロス・ヘメロスの陥没とスカレシア樹林

サンタ・クルス島は群島の中心に位置しており、イサベラ島に次いで2番目に大きな島である。およそ200万年前に形成されたこの島は、大規模な休火山であり、その最後の噴火はおよそ150万年前に起きたと推定される。その火山活動の歴史的証拠として、マグマ溜りの崩壊によって形成されたロス・ヘメロスまたは "The Twins" と呼ばれる2つの大きな穴がある。また、溶岩トンネルが各所に見られる。
島の中心は南海岸に位置するプエルト・アヨラであり、サンタ・クルス島で最も人口の多いこの町はまた、群島のなかでも最大の住民を受け入れている。中心地となるアカデミー湾のプエルト・アヨラのほか、島にはいくつかの小さな村があり、その住民は農業や牛の飼育を仕事としている。

## 歴史

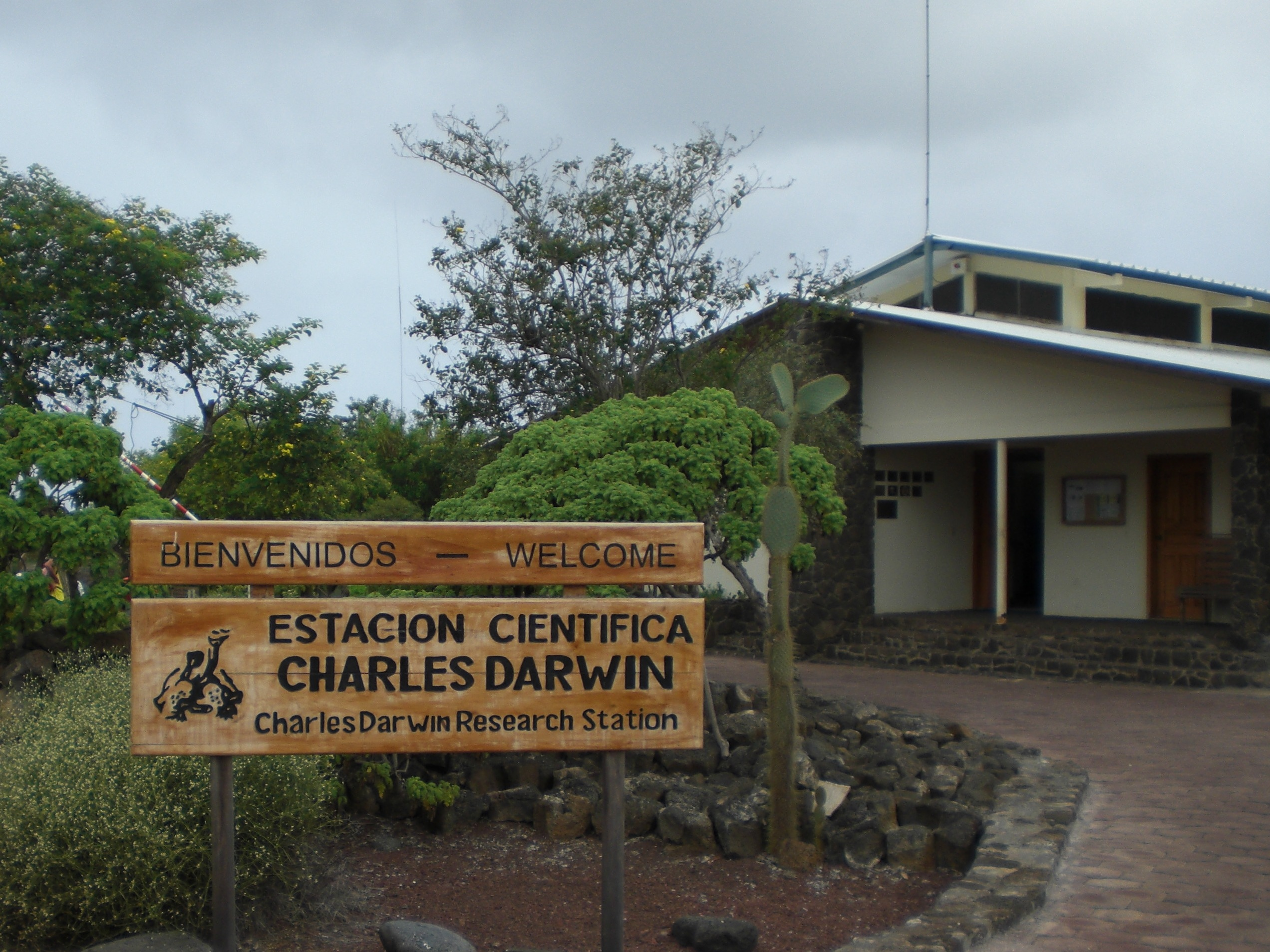
チャールズ・ダーウィン研究所

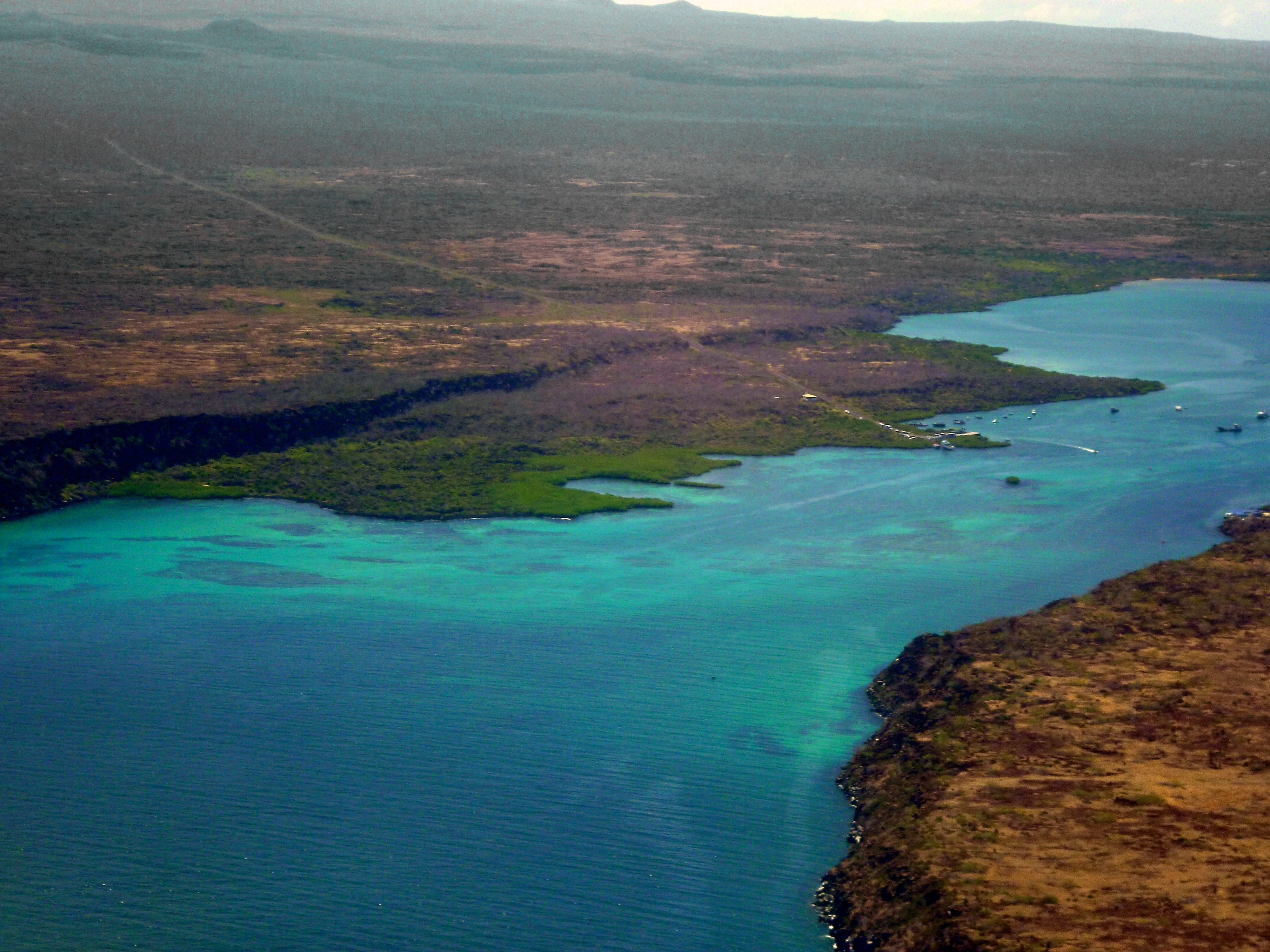
イタバカ海峡（左: サンタ・クルス島。右: バルトラ島）

サンタ・クルス島への入植は1930年代より始まる。1935年、フロレアナ島への入植を断念したノルウェー人のうち少数がサンタ・クルス島に移住した。入植はアカデミー湾を中心として、やがて島の中腹にベラビスタ (Bellavista) やサンタ・ローサ (Santa Rosa) の村も成立していった。
1964年1月、アカデミー湾の東岸にチャールズ・ダーウィン研究所が開設された。また、1968年10月にガラパゴス国立公園管理局がチャールズ・ダーウィン研究所の中に設置された。1970年には群島の他の島とともに居住・農耕区域が定められて国立公園から除外され、1972年には国立公園管理事務所がチャールズ・ダーウィン研究所と隣接した場所に開設された。
1970年代になると、アカデミー湾のプエルト・アヨラから空港のあるバルトラ島に通じるイタバカ海峡までの延長42kmにおよぶバス道路（南北横断道路）が1975年に完成し、観光客の増加に伴いアカデミー湾沿岸部にホテルが設けられていった。ガラパゴス諸島は、1978年、世界遺産の自然遺産第1号に登録された。
以下に2000年以前の島内の人口推移を示す。1982年の資料は (a) (b) がある。
| 地名       | プエルト・アヨラ | ベラビスタ | サンタ・ローサ |
| ---------- | ---------------- | ---------- | -------------- |
| 1974年     | 900人            | 677人      |                |
| 1982年 (a) | 2,390人          | 748人      |                |
| 1982年 (b) | 3,127人          | 753人      |                |
| 1990年     | 4,294人          | 1,024人    |                |
| 1998年     | 7,836人          | 965人      | 363人          |

サンタ・クルス島の居住人口は、2004年には1万1388人であったが、2010年には1万5393人となった。

## 主な場所

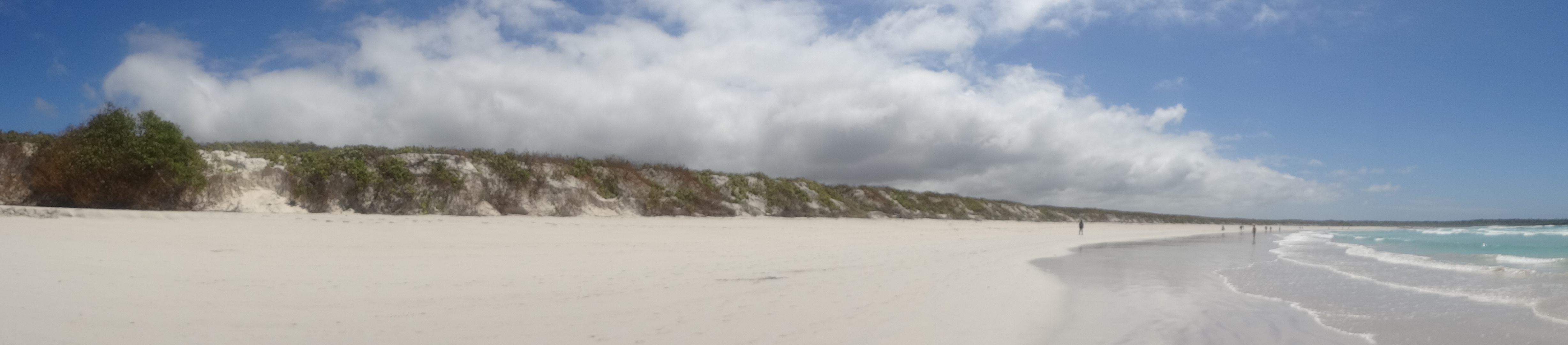
トルトゥガ湾の海岸

- チャールズ・ダーウィン研究所（西: Estación Científica Charles Darwin, ECCD、英: Charles Darwin Research Station, CDRS）
非政府組織 (NGO) チャールズ・ダーウィン財団が運営し、群島の保全、調査・研究および教育を担う。施設内ではゾウガメの飼育・繁殖の取り組みがなされ、展示棟とともに見学できるよう整備されている。
- ガラパゴス国立公園管理局本部（英:  Headquarters of the Galapagos National Park Service）
エクアドル政府管轄の行政機関。
- ゾウガメ保護区（英: Giant Tortoise Preserves）
南西部の移行帯に位置するエル・チャト保護区（西: Reserva El Chato）には池沼があり[20]、鳥類も多く生息する[2]。
- ロス・ヘメロス（西: Los Gemelos、英: "The Twins"）。
‘gemelos’ は「双子」の意。「双子陥没孔」[21]。
- スカレシア林（英: Stand of Scalesia）
- 溶岩トンネル（英: Lava Tunnels）
- イタバカ海峡（西: Canal de Itabaca、英: Itabaca Channel）
- トルトゥガ・ネグラ（スペイン語版）（カレタ・トルトゥガ・ネグラ〈西: Caleta Tortuga Negra〉、ブラック・タートル・コーブ〈英: Black Turtle Cove〉）
マングローブが群生する入江。「ウミガメの入江」の名で知られ、多くのアオウミガメ（英: Pacific Green Turtle〈Black Turtle〉[22]）が繁殖し、すぐ西側のバチャス海岸（ラス・バチャス〈西: Las Bachas〉）の砂浜で産卵する[2][23]。
- セロ・ドラゴン（西: Cerro Dragon、英: Dragon Hill）
北西海岸に位置する。ドラゴン・ヒル・ラグーン（英: Lagoon at Dragon Hill）にはベニイロフラミンゴが生息する[24]。また、その名の由来となるガラパゴスリクイグアナの保護区でもある[2]。
- トルトゥガ湾（英語版）（西: Bahía Tortuga、英: Tortuga Bay）
プエルト・アヨラの西に位置し、長い砂浜がある。

## 気候
群島は赤道上に位置するが、ペルー海流（フンボルト海流）が冷たい海水を送り込み、また、南東貿易風により、ほとんど一年中よく霧雨を降らせる。ガルア (garúa) と呼ばれる冷涼季（6-11月）には、アカデミー湾の海面温度は平均 22 °C (72 °F) である。また、冷たい風が常に南ないし南東から吹き込んで頻繁に霧雨をもたらし (garúas)、ほぼ終日、濃霧が島を覆う。温暖季（12-5月）には、海面温度は平均 25 °C (77 °F) に上昇し、風は吹かなくなり、時折の強い雨と強い日差しがある。
島では標高が増すとともに気候も変化する。高地になるにつれて温度は次第に低下し、斜面の雲のなかの水分が凝結することで降水量は増加する。標高だけでなく位置や季節によっても、ある場所と別の場所では降水量に大きな変動がある。
以下に1969年の雨量を示す。この表はサンタ・クルス島の異なる場所における降水量の変化を示している。
| 観測点   | チャールズ・ダーウィン 研究所 | ディバイン・ファーム (Devine Farm) | メディア・ルナ (Media Luna) |
| 標高     | 6 m                           | 320 m                              | 620 m                       |
| -------- | ----------------------------- | ---------------------------------- | --------------------------- |
| 1月      | 23.0 mm                       | 78.0 mm                            | 172.6 mm                    |
| 2月      | 16.8 mm                       | 155.2 mm                           | 117.0 mm                    |
| 3月      | 249.0 mm                      | 920.8 mm                           | 666.7 mm                    |
| 4月      | 68.5 mm                       | 79.5 mm                            | 166.4 mm                    |
| 5月      | 31.4 mm                       | 214.6 mm                           | 309.8 mm                    |
| 6月      | 16.8 mm                       | 147.3 mm                           | 271.8 mm                    |
| 7月      | 12.0 mm                       | 42.2 mm                            | 135.6 mm                    |
| 8月      | 3.8 mm                        | 13.7 mm                            | 89.5 mm                     |
| 9月      | 18.5 mm                       | 90.9 mm                            | 282.6 mm                    |
| 10月     | 3.2 mm                        | 22.6 mm                            | 96.5 mm                     |
| 11月     | 11.0 mm                       | 52.8 mm                            | 172.7 mm                    |
| 12月     | 15.7 mm                       | 84.1 mm                            | 175.3 mm                    |
|          |                               |                                    |                             |
| 年間雨量 | 469.7 mm                      | 1901.7 mm                          | 2656.4 mm                   |

降水量は地理的位置においても異なる。1969年の3月、サンタ・クルス島の南海岸にある観測点、チャールズ・ダーウィン研究所の降水量は 249.0 mm (9.80 in) であったが、島のすぐ北側にあるバルトラ島の同月の降水量はわずか 137.6 mm (5.42 in) であった。これはバルトラ島が南側から吹く南東貿易風に対して、サンタ・クルス島の後ろに位置し、サンタ・クルス島の高地においてほとんどの水蒸気が落下するためである。
毎年ごとの降水量にも著しい変動がある。チャールズ・ダーウィン研究所の観測点では、1963年の降水量は約 470 mm (18.50 in) であったが、1970年は 84 mm (3.31 in) となり、1969年3月の降水量 249.0 mm (9.80 in) に対して、1970年3月の降水量はわずか 1.2 mm (0.05 in) であった。

## 植物

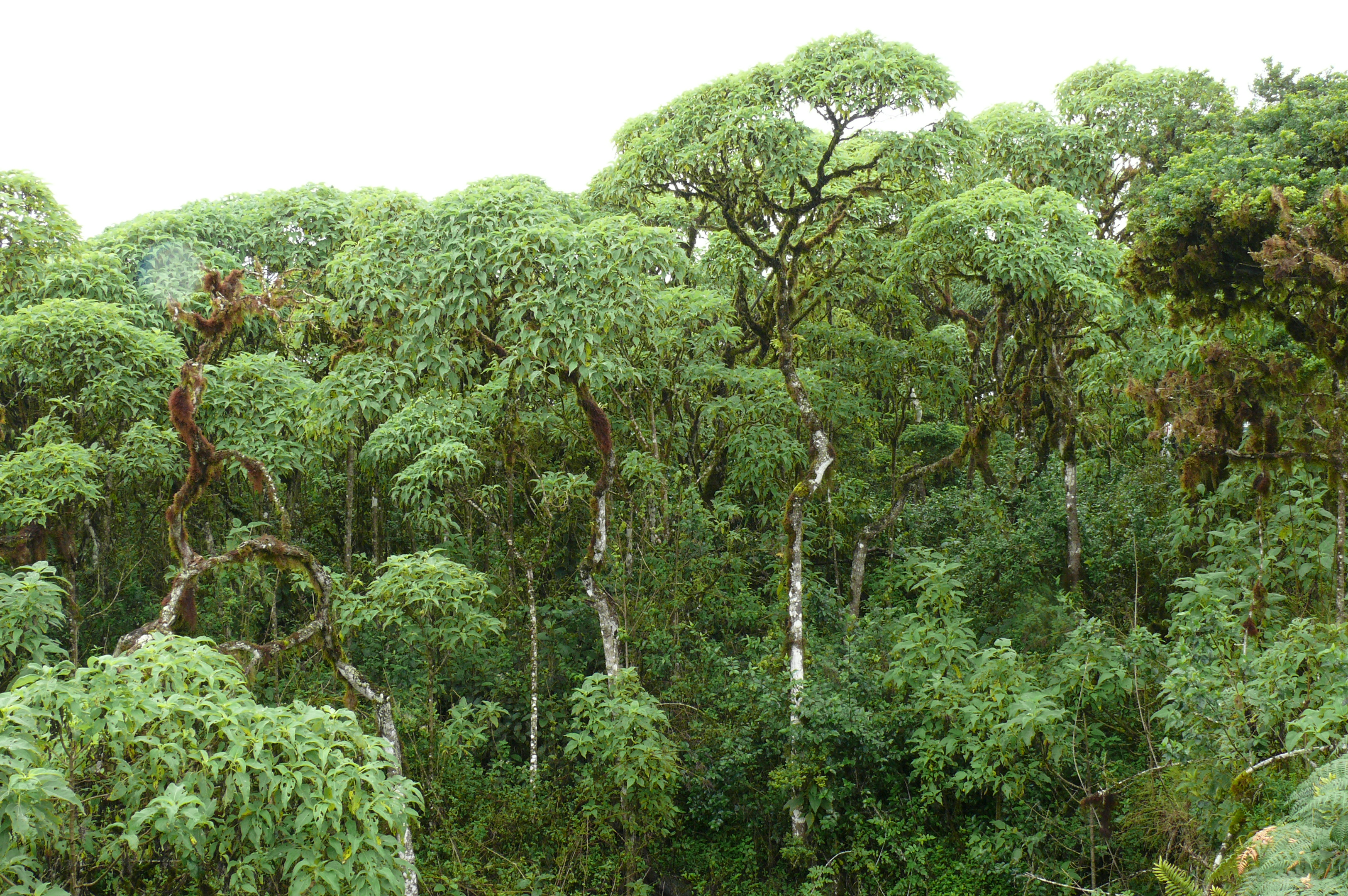
スカレシア林

サンタ・クルス島のような大きな島では、一般的に高地の湿潤地帯と低地の乾燥地帯に見られるような影響を植物相に与える。高地の植物は、所々熱帯の疎林を示すような緑豊かな傾向がある。低地帯では、多くは棘のある低木やサボテンのような乾燥または半乾燥地の植物であり、ほかはほとんどが露出した火山岩となる。
沿岸帯
沿岸地帯にはマングローブ林が見られ、岩石海岸にはアメリカヒルギ（別名レッドマングローブ）（ヤエヤマヒルギ属〈Rhizophora〉 R. mangle）、また、砂泥質海岸にはホワイトマングローブ（ヒルギモドキ属〈Laguncularia〉 L. racemosa）やブラックマングローブ（ヒルギダマシ属〈Avicennia〉 A. germinans）が分布する。
乾燥地帯
乾燥低地帯にはサボテン林としてハシラサボテン（ヤスミノケレウス属〈Jasminocereus〉 J. howellii〈または J. thouarsii の亜種〉）とウチワサボテン（オプンティア属〈Opuntia〉 O. echios）の2種が分布する。また、パロサント（ブルセラ属〈Bursera〉 B. graveolens）、およびクロトン（ハズ属〈Croton〉 C. scouleri）の林などがある。
移行帯
移行帯ではピソニア（ピソニア属〈Pisonia〉 P. floribunda）のほか、プシジウム（バンジロウ属〈Psidium〉 P. galapageium）林も見られるようになる。
湿潤地帯
湿潤山地帯にはスカレシア林が見られる。スカレシア林はキク科のスカレシア属 (Scalesia) のうち樹高約12mの高木となる S. pedunculataの常緑樹林である。スカレシア属は15種が認められるガラパゴスの群島で進化した固有属であり、サンタ・クルス島の低地の乾燥地帯には、スカレシア属のうち樹高2mまでの低木5種が分布する。スカレシア林はサンタ・クルス島の南側では標高180-280mに、北側では標高560-670mに分布する。ただし、サンタ・クルス島南側のスカレシア林は農地開拓により消滅した。そのため2005年ごろより入植地における植生の復元が開始された。
島の南側においては、標高280mより再びプシジウム林があり、標高420mからはミコニア（オオバノボタン属〈Miconia〉 M. robinsoniana）の低木林が見られる。
高山帯
南側にある高地帯にはイネ科などからなる草原が見られる。

### 帰化植物
かつては食用、観賞用または有用材として植物の持ち込みが自由になされ、それら数多くの植物が帰化し野生化している。例えば、サンタ・クルス島の湿潤地帯の上部より高地では、栽培果樹の高木であるグアバ (Psidium guajava) の野生化が見られる。アカキナノキ (Cinchona pubescens) はマラリアの特効薬であるキニーネを生産する木として島内に移入され、ミコニア林から草原高地帯に野生化し、スカレシア林にも拡大している。低木ではキイチゴ類の Rubus niveus が1990年代初頭より認められている。また、クダモノトケイソウ (Passiflora edulis) の帰化が1975年に確認され、湿潤地帯に見られる。

## 野生生物

### 爬虫類
サンタ・クルス島には、ウミイグアナ (Amblyrhynchus cristatus) の固有亜種 A. c. hassi が分布するほか、北西部にガラパゴスリクイグアナ (Conolophus subcristatus) も生息する。また、ヨウガントカゲ類（Microlophus 属）としては、英: Galápagos Lava Lizard (M. albemarlensis) が分布する。
ゾウガメ

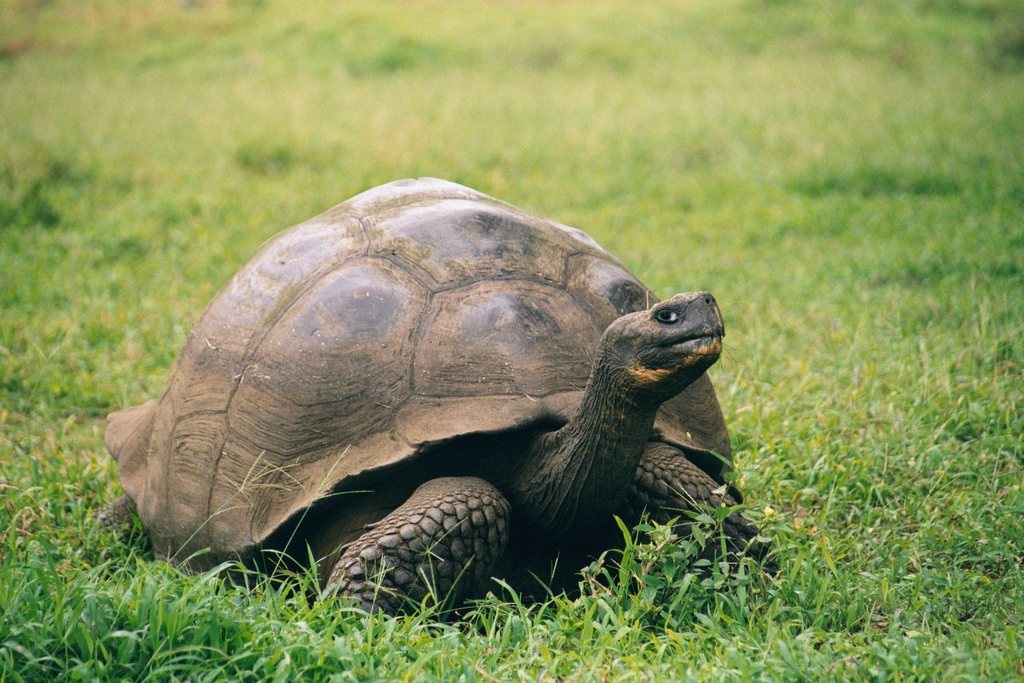
サンタクルスゾウガメ (Chelonoidis porteri)

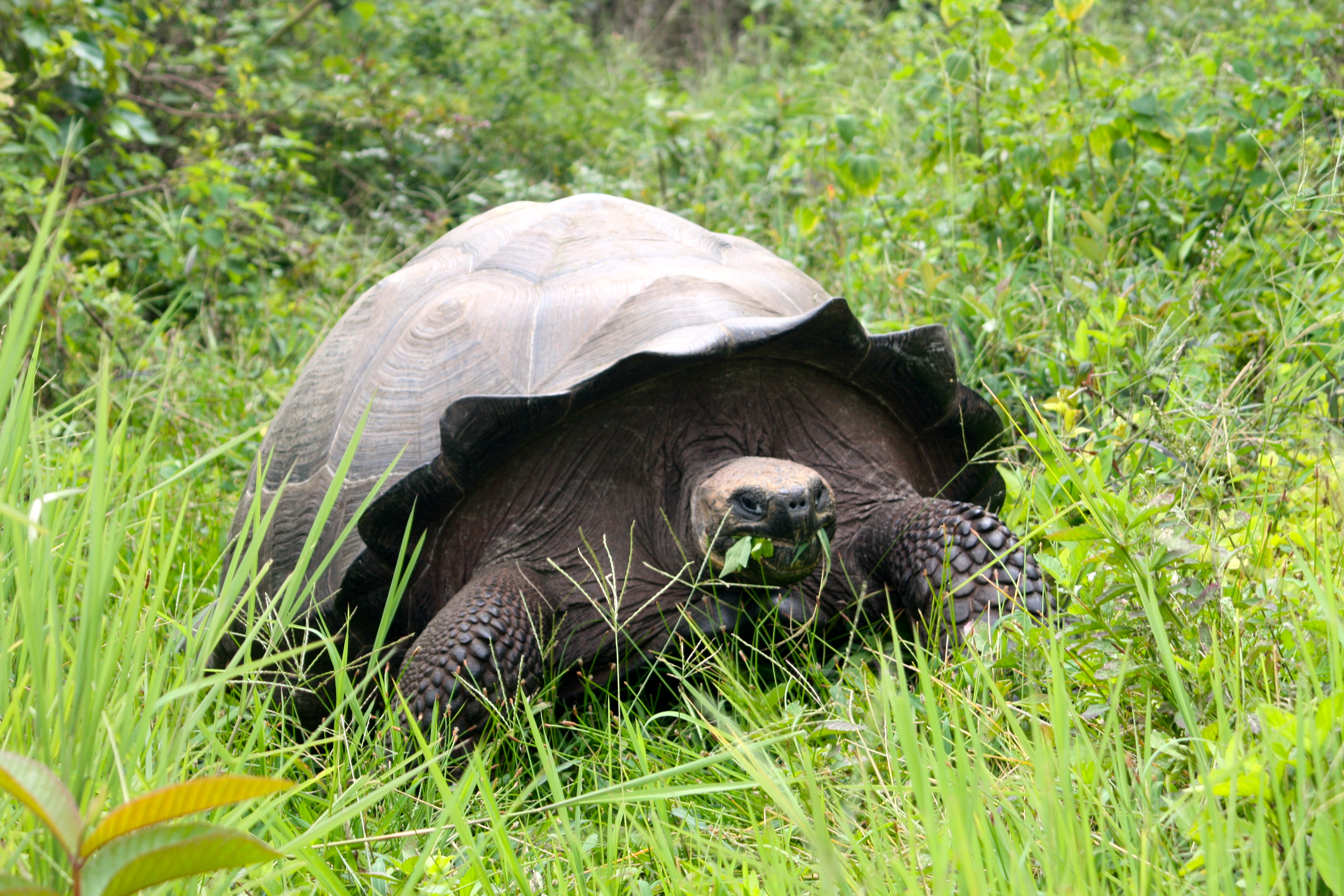
新種となったファウストガメ (Chelonoidis donfaustoi)

サンタ・クルス島には、かつてガラパゴスゾウガメの固有亜種とされていたが、現在は固有種に分類されるサンタクルスゾウガメ (Chelonoidis porteri) が生息する。その個体数は1974年の調査により、南西部に2000-3000頭、東部に100頭とされた。このように以前より南西部方面の個体群と東部の小規模な個体群の2つに分かれることが知られていたが、2015年、遺伝子解析によりこれらは別種であると発表され、その結果、東部の個体群は新種として、ファウストガメ (Chelonoidis donfaustoi) と新たに命名された。その名称は長年「ロンサム・ジョージ」の飼育に携わったファウスト・ジェレナ・サンチェス (Fausto Llerana Sánchez) の名による。この東部のファウストガメの個体数は現在、約250頭とされる。

### 鳥類
ダーウィンフィンチ類が生息するほか、ガラパゴス諸島に分布するマネシツグミ類としてガラパゴスマネシツグミ (Mimus parvulus) の基亜種 M. p. parvulus が生息する。